# Acca Larentia
Acca Larentia was de vrouw van de herder Faustulus, die Romulus en Remus opvoedde. Zij werd dan ook gezien als de voedster van de tweeling (nutrix Romanae gentis).
Eigenlijk was ze een oude godin van het Romeinse land, die zowel zegen als dood kon aanbrengen. Aan haar werd dezelfde betekenis gehecht als aan Fauna.
Zij had twaalf zonen, met wie zij jaarlijks een plechtige optocht rondom de akkers hield, waardoor zij fratres Arvales (van arva) heetten. Toen er een van hen was gestorven, nam Romulus zijn plaats in en stelde het priesterschap in van de fratres arvales. Alle twaalf offerden zij eenmaal in het jaar voor het gedijen der veldvruchten.
In een geheel andere sage komt ze voor onder de namen Lupa en Luperca. Volgens anderen was zij een meisje, dat de liefde genoot van Hercules.
Het gebeurde namelijk ooit tijdens de regering van Romes vierde koning Ancus Martius, dat de bewaker van de tempel van Hercules het waagde de god voor te stellen, om met hem te dobbelen. Won hij het, dan zou de god hem iets goeds moeten verlenen; was Hercules de gelukkige, dan zou de tempelbewaarder verplicht zijn hem een rijkelijk maal te bereiden en een schoon meisje tot hem te voeren. De tempelbewaarder verloor. Hij hield zijn woord, maakte een maaltijd gereed en sloot 's nachts Acca Larentia, de schoonste van de meisjes, die zich daartoe leenden, in de tempel op. Toen zij de volgende morgen wegging, beval Hercules haar om door een vriendelijke bejegening te trachten zich de liefde te verwerven van de eerste, die zij ontmoette. Dat was een ongehuwde, reeds bejaarde Etruskische man, Tarutius of Tarruntius genaamd. Haar opzet slaagde, de bejaarde man nam haar tot vrouw en liet haar bij zijn dood al zijn bezittingen na, die zij aan het Romeinse volk naliet. Men vereerde haar daarom als weldoenster van het Romeinse volk op het feest van de Larentalia of Larentinalia op 23 december door een lijkoffer dat door de flamen aan Mars (of Quirinus) werd gebracht. Haar dienst hing samen met die van de Lares.